# جيم برينيمان
جيم برينيمان (بالإنجليزية: Jim Brenneman)‏ هو لاعب كرة قاعدة أمريكي، ولد في 13 فبراير 1941 في سان دييغو في الولايات المتحدة، وتوفي في 10 مارس 1994 في بيارل في الولايات المتحدة.

## وصلات خارجية
- جيم برينيمان على موقعبيزبول رفرنس.كوم (الدوري الرئيسي) (الإنجليزية)
- جيم برينيمان على موقعبيزبول رفرنس.كوم (الدوري الثانوي) (الإنجليزية)
- جيم برينيمان على موقع مشجعي الرسوم البيانية (الإنجليزية)